# 毛药忍冬
毛药忍冬（学名：Lonicera serreana）为忍冬科忍冬属的植物，是中国的特有植物。分布于中国大陆的四川、河南、河北、陕西、山西、宁夏、甘肃等地，生长于海拔800米至2,800米的地区，一般生长在山顶的灌丛、山谷、山坡和林中，目前尚未由人工引种栽培。